# Blumea moluccana
Blumea moluccana là một loài thực vật có hoa trong họ Cúc. Loài này được (Gaudich.) Boerl. mô tả khoa học đầu tiên năm 1891.